# Neurigona cantareira
Neurigona cantareira är en tvåvingeart som beskrevs av Stefan Naglis 2003. Neurigona cantareira ingår i släktet Neurigona och familjen styltflugor. Inga underarter finns listade i Catalogue of Life.